# Liste der Biografien/Luw
Liste der Biografien |
Portal Biografien |
Personensuche
# |
A |
B |
C |
D |
E |
F |
G |
H |
I |
J |
K |
L |
M |
N |
O |
P |
Q |
R |
S |
T |
U |
V |
W |
X |
Y |
Z |
?
 
La |
Lb |
Lc |
Le |
Lg |
Lh |
Li |
Lj |
Ll |
Lm |
Lo |
Lp |
Lt |
Lu |
Lv |
Lw |
Lx |
Ly |
Lz
 
Lua |
Lub |
Luc |
Lud |
Lue |
Luf |
Lug |
Luh |
Lui |
Luj |
Luk |
Lul |
Lum |
Lun |
Luo |
Lup |
Luq |
Lur |
Lus |
Lut |
Luu |
Luv |
Luw |
Lux |
Luy |
Luz
Die Liste der Biografien führt alle Personen auf, die in der deutschsprachigen Wikipedia einen Artikel haben. Dieses ist eine Teilliste mit 5 Einträgen von Personen, deren Namen mit den Buchstaben „Luw“ beginnt.

## Luw

### Luwa
- Luwawu-Cabarrot, Timothé (* 1995), französischer Basketballspieler

### Luwi
- Luwis, Patrick (* 1995), US-amerikanischer Schauspieler

### Luws
- Luwsannamsrain Ojuun-Erdene (* 1980), mongolischer PolitikerLuwsannamsrain Ojuun-Erdene (* 1980)

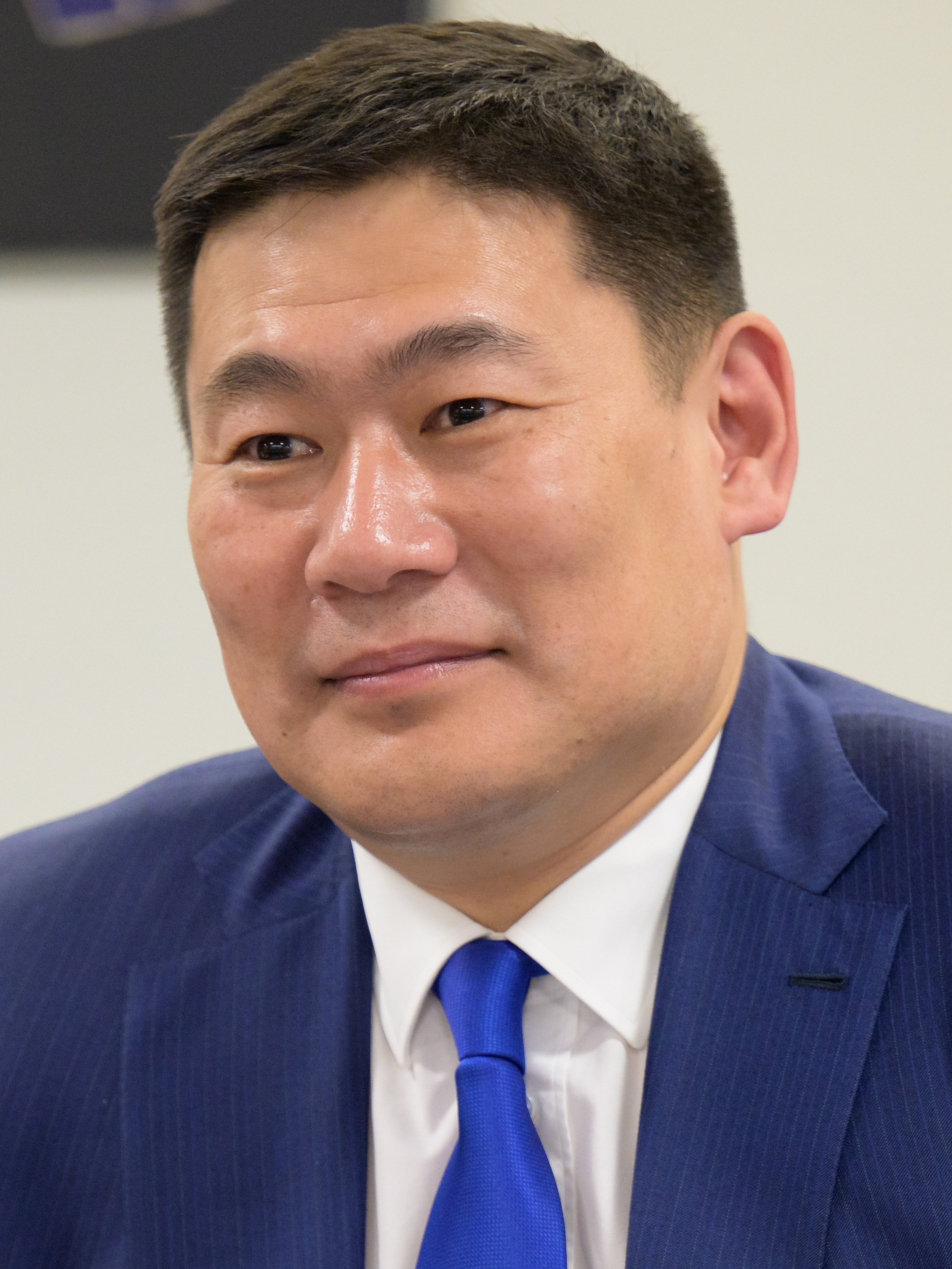
Luwsannamsrain Ojuun-Erdene (* 1980)

- Luwsanscharaw, Dagwyn (1927–2014), mongolischer Sänger, Komponist und Schauspieler

### Luwu
- Luwum, Janani (1922–1977), ugandischer Geistlicher, anglikanischer Erzbischof von Uganda und Märtyrer